# Hardbrücke
Die Hardbrücke ist Teil der Westtangente von Zürich, eine wichtige innerstädtische Nord-Süd-Verbindung, die jahrelang auch vom Transitverkehr genutzt wurde. Die 1350 Meter lange Brücke beginnt im Zürcher Stadtteil Wipkingen als Fortsetzung der Rosengartenstrasse. Sie führt über die Limmat, am S-Bahnhof Hardbrücke vorbei und über das Gleisfeld des Vorbahnhofs von Zürich. Ihr Ende liegt beim Hardplatz im Aussersihl, wo der Verkehr entweder über die Hardstrasse zum Albisriederplatz fliesst oder den Strassenzug in Richtung Hohlstrasse verlässt. Täglich verkehren 70'000 Fahrzeuge (2009) über die Hardbrücke.

## Geschichte

### Alte Hardbrücke
Die erste Hardbrücke wurde von der Stadt Zürich zusammen mit der Nordostbahn (NOB) geplant und als Fachwerkbrücke mit Kalkstein-Pfeilern gebaut und 1897 eröffnet. Sie führte vom Hardplatz zur Pfingstweidstrasse. Sie wurde hauptsächlich von Fussgängern und Fuhrwerken genutzt.
Ab 1927 verkehrte die erste städtische Autobuslinie über die Brücke. Die Linie A verkehrte von der Haltestellen Utobrücke (heute Sihlcity Nord) über Schmiede Wiedikon, Albisriederplatz, Hardbrücke und Nordbrücke beim Bahnhof Wipkingen zum Rigiplatz. Die Buslinie wurde wegen Treibstoffmangels während des Zweiten Weltkriegs 1942 auf Trolleybusbetrieb umgestellt. Aufgrund der schweren Fahrzeuge musste die Brücke 1948 verstärkt werden.

### Neue Hardbrücke
Die neue Hardbrücke wurde in den Jahren 1969 bis 1972 gebaut. Sie war als Zwischenlösung bis zur Eröffnung des Expressstrassen-Y gedacht, musste aber bis zur Eröffnung der Westumfahrung 2009 den gesamten über die Westtangente fliessenden Nord-Süd-Verkehr aufnehmen.

Bis zum Bau der Rampen am Hardplatz im Jahr 1982 durfte der Individualverkehr die Brücke in Richtung Süden nur bis zur Hardturmrampe befahren; nur die Trolleybusse der Linie 33 verkehrten in beide Richtungen über die Brücke. Ohne die Überführung über den Hardplatz hätte der Verkehr niveaugleich die Hohlstrasse gekreuzt, was unweigerlich zu grossem Rückstau geführt hätte. Der Individualverkehr Richtung Süden wurde deshalb beim Escher-Wyss-Platz über die Hardturmrampe von der Brücke abgeleitet, bei der Duttweilerstrasse mit einer Behelfsbrücke über die Pfingstweidstrasse geführt und danach mit der Duttweilerbrücke über das Gleisfeld geleitet.

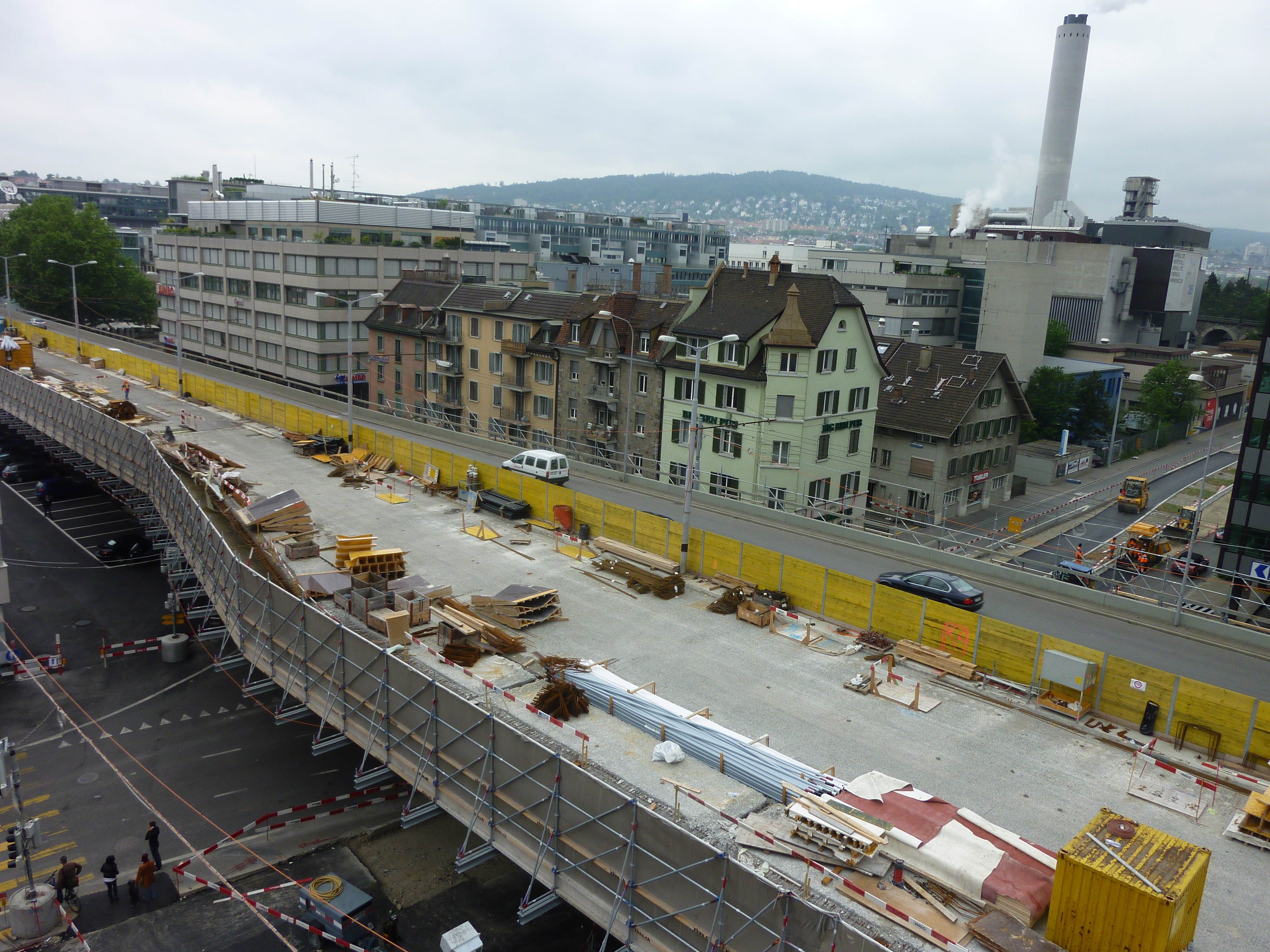
Hardbrücke im Juni 2010 während der Renovierung

In den Jahren 2009 bis 2011 wurde die Hardbrücke saniert. Die Bauarbeiten, wegen Einsprachen um etwas mehr als zwei Jahre verzögert, waren nötig, weil vor allem der Schwerverkehr – rund zehn Prozent des Verkehrs – der Brücke stark zugesetzt hatte. Aber auch die Sicherheit musste erhöht werden, damit beispielsweise bei Zugsentgleisungen keine Pfeiler durch Schienenfahrzeuge beschädigt werden und dadurch die Brücke zum Einsturz bringen können.
Von 2015 bis 2017 wurde über die Brücke die Verlängerung der Tramlinie 8 vom Hardplatz über das Gleisfeld bis zur Pfingstweidstrasse gebaut. Die Kosten des Projekts beliefen sich auf 130 Millionen Schweizer Franken. Die zusätzlichen Gleise auf der Brücke hatten Veränderungen bei der Verkehrsführung und die Errichtung von Ampeln zur Folge, es wurden aber keine Fahrspuren des Individualverkehrs abgebaut.

### Projekte
Nach Eröffnung der Westumfahrung sollten mit einem neuen Verkehrskonzept die Wohngebiete entlang der Rosengartenstrasse aufgewertet werden. Dazu wäre der motorisierte Individualverkehr im sogenannten Rosengartentunnel unterirdisch zum Milchbuck geführt worden. Der in der Rosengartenstrasse freigewordene Platz wäre für eine Tramstrecke genutzt worden, die über die ganze Länge der Hardbrücke geführt hätte. Ein Konzept von 2019 sah eine Linie 16 vor, die von Hirzenbach über Milchbuck, Bucheggplatz, Hardbrücke, Albisriederplatz nach Hermetschloo in Altstetten verkehrt wäre, und eine Linie 17, die von Seebach über Bahnhof Oerlikon, Bucheggplatz, Hardbrücke, Albisriederplatz zum Letzigrund verkehrt wäre. Gegen das 1,1 Milliarden Franken teure Projekt wurde das Referendum ergriffen. Das Stimmvolk lehnte es am Urnengang vom 9. Februar 2020 deutlich ab – es wurden nur 37 % Ja-Stimmen für das Projekt abgegeben.

## Teilstücke

### Abschnitt Rosengartenstrasse – Escher-Wyss-Platz

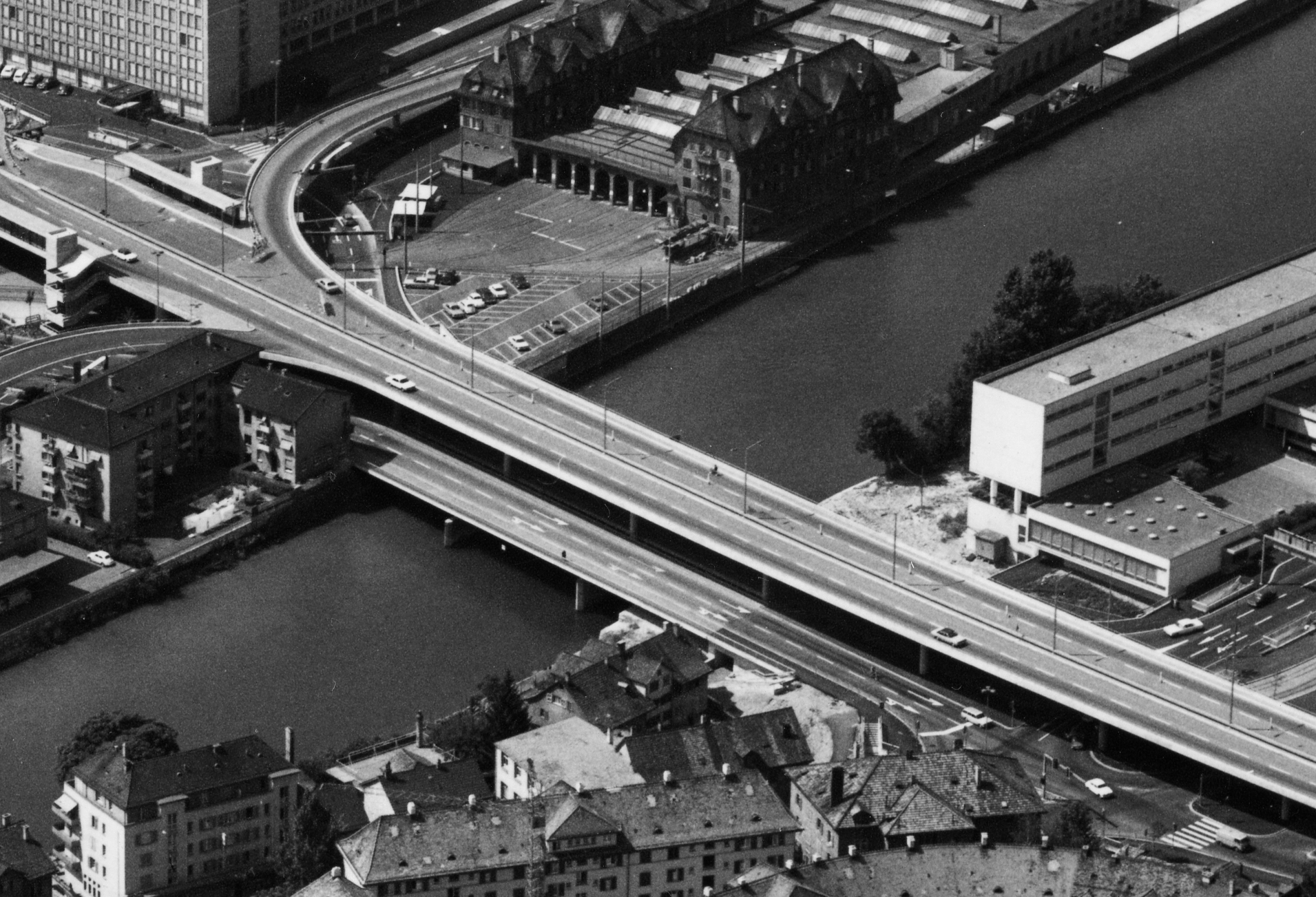
Hard- und Wipkingerbrücke ca. 1973

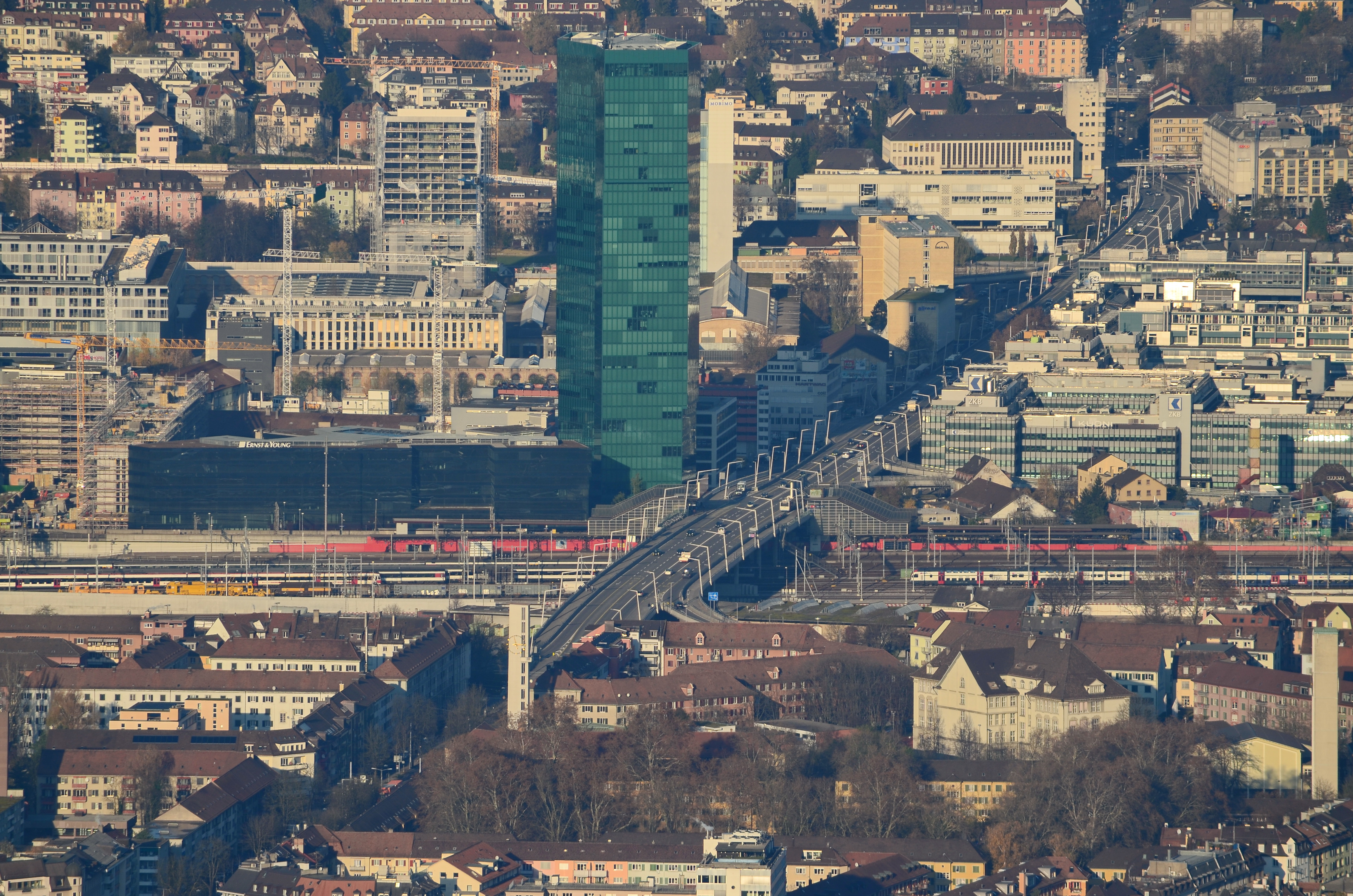
Hardbrücke im Zürcher Häusermeer, gesehen vom Uetliberg im November 2013

Auf diesem Abschnitt führt die Hardbrücke auf einer zweiten Ebene über die Wipkingerstrasse, die als Wipkingerbrücke die Limmat quert. Ursprünglich wurde dieser doppelstöckig ausgeführte Abschnitt ebenfalls zur Wipkingerbrücke gezählt. Die Fahrspuren der Wipkingerstrasse befinden sich links und rechts der Hardbrücke. Direkt unterhalb der Hardbrücke ist auf diesem Abschnitt das Trassee der Tramlinie 13.
Über dem Escher-Wyss-Platz befindet sich eine Bushaltestelle. Seit der im Zusammenhang mit dem neuen Tram Zürich West erfolgten Umgestaltung des Escher-Wyss-Platzes in den Jahren 2008–2011 liegen dort eine grosse Tramkreuzung und eine deutlich verkleinerte Strassenkreuzung. Die bis dahin unter der Brücke in der Mitte eines grossen Kreisels liegenden Tramhaltestellen wurden Anfang 2009 vor das KV Zürich in die Limmatstrasse verlegt. Auf Höhe Escher-Wyss-Platz bestehen Abfahrtsrampen für beide Fahrtrichtungen, jedoch nur eine Auffahrtsrampe (Richtung Rosengartenstrasse/Bucheggplatz).

### Abschnitt Escher-Wyss-Platz – S-Bahnhof Hardbrücke
Auf diesem Abschnitt liegen die Fahrspuren der Hardstrasse links und rechts der Hardbrücke. Unterhalb der Brücke befinden sich mehrheitlich Parkplätze. Seit 2011 fährt auch das Tram Zürich West in diesem Abschnitt unter der Brücke. Im südlichen Teil des Abschnitts befinden sich Auffahrtsrampen in beide Richtungen sowie eine Abfahrtsrampe aus Fahrtrichtung Nord.
Am S-Bahnhof Hardbrücke befinden sich ebenfalls Haltestellen für die Buslinien. Der Bahnhof ist rechtwinklig zur Hardbrücke erstellt und befindet sich am nördlichen Ende des Gleisfelds des Zürcher Hauptbahnhofs.

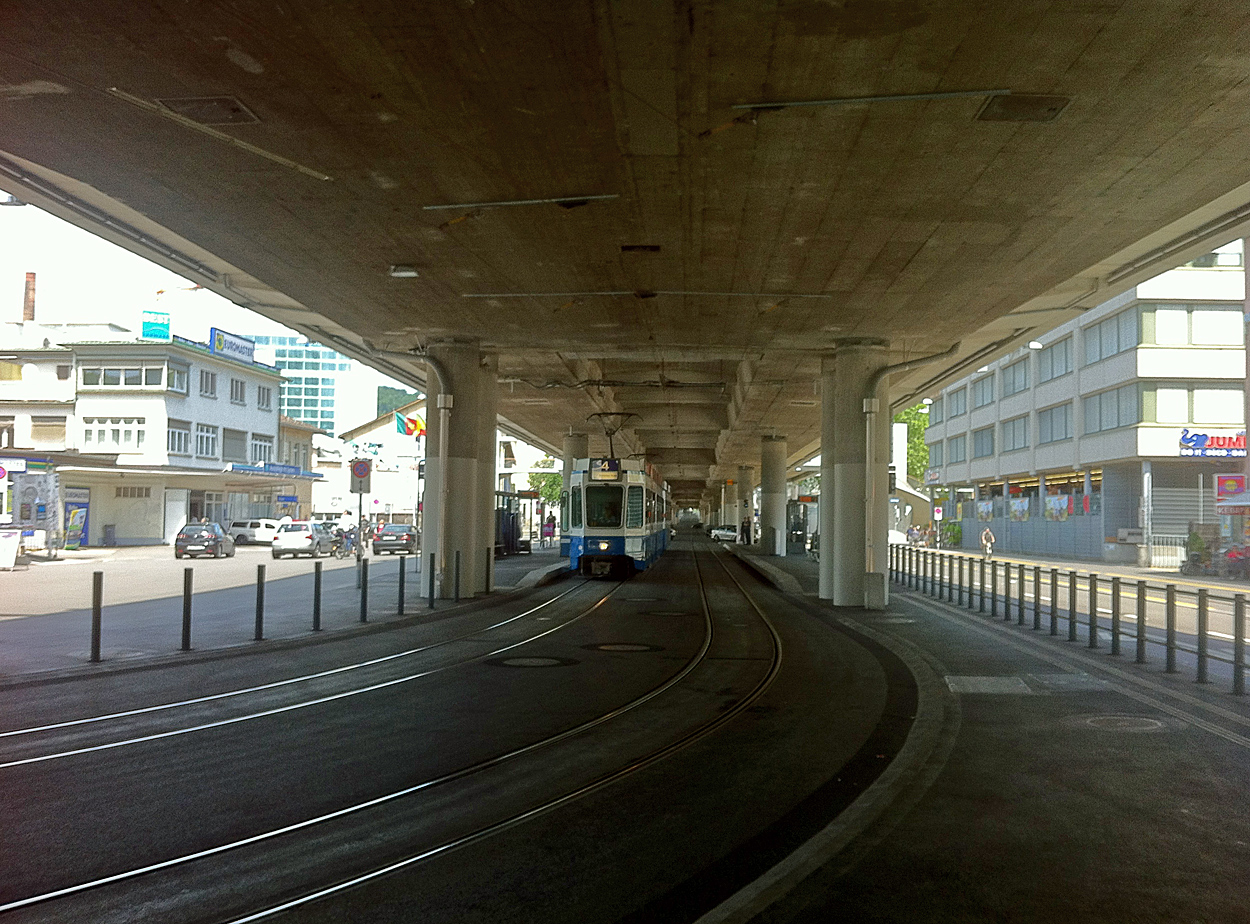
Haltestelle Schiffbau unter der Hardbrücke

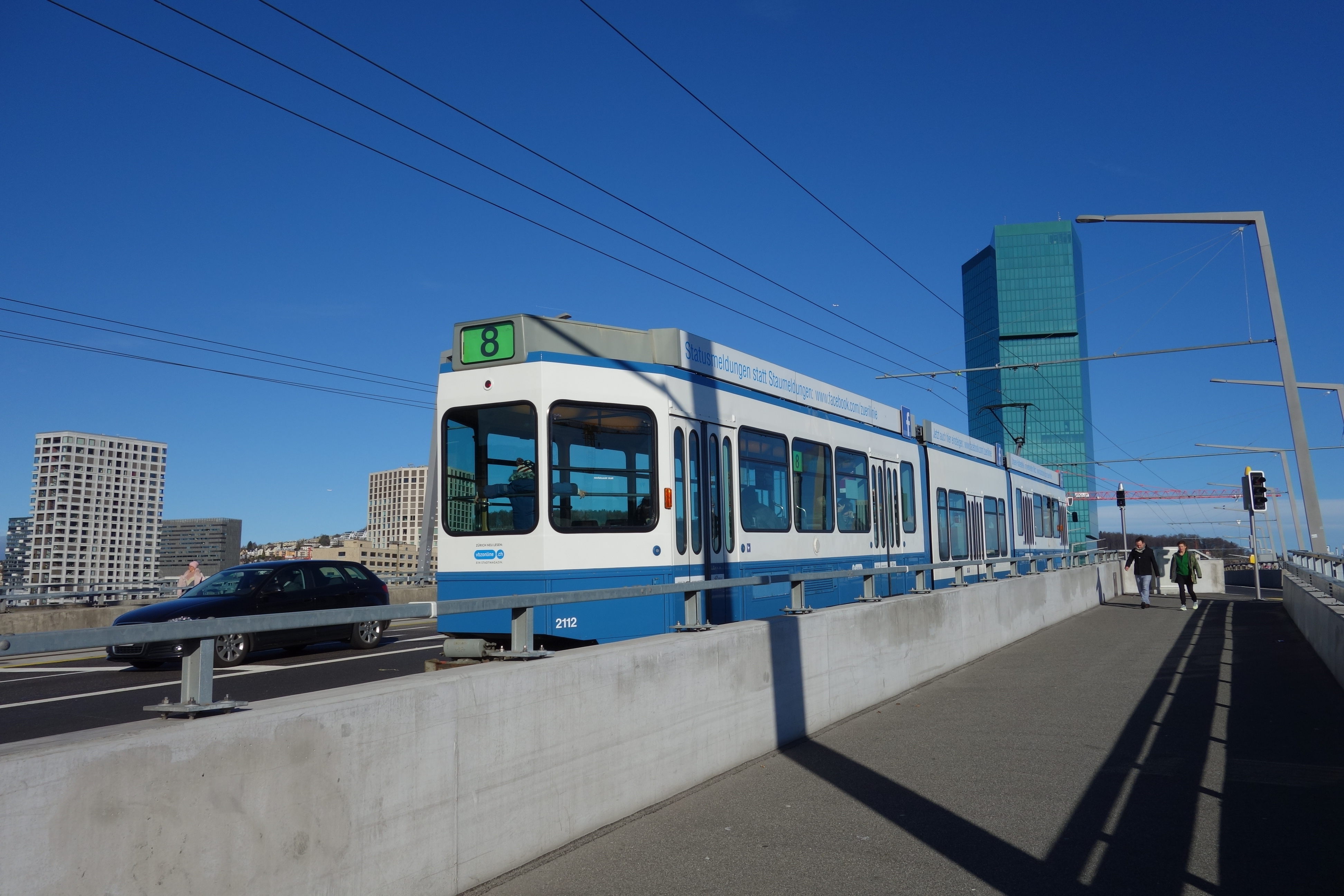
Tram 8 auf der Hardbrücke

### Abschnitt S-Bahnhof Hardbrücke – Hardplatz
Auf diesem Abschnitt quert die Brücke die Gleise des Hauptbahnhofs und die Hohlstrasse, ehe sie am Hardplatz in die Hardstrasse mündet. Rampen verbinden die Hohlstrasse mit der Brücke.
Die Gleisüberquerung verfügt als einziger Brückenabschnitt über beidseitige Fussgänger-Gehwege.

## Öffentlicher Verkehr
Die gesamte Länge der Hardbrücke ist Teil der Strecke der Trolleybuslinien 72, 33 und 83. Mehrere Haltestellen befinden sich auf der Brücke. Beim Bahnhof Zürich Hardbrücke besteht eine Anbindung an das S-Bahn-Netz. Ein weiterer Verkehrsknotenpunkt ist der Escher-Wyss-Platz. Im nördlichen Abschnitt befinden sich unter der Brücke die Trassen der Tramlinien 4, 8, 13 und 17.
Im Dezember 2017 wurde eine neue Tramstrecke für die Tramlinie 8 als Tramverbindung zwischen den bestehenden Haltestellen Hardplatz und Schiffbau in Betrieb genommen, die das Gleisfeld der Eisenbahn auf der Hardbrücke überquert und somit als Tangentiallinie eine neue Verbindung mit Anschluss an das Tram Zürich West bietet.